# Antony Armstrong-Jones
Antony, primer comte de Snowdon GCVO (7 de març de 1930-13 de gener de 2017) va ser un fotògraf i cineasta britànic, que va estar casat amb la princesa Margarida, filla menor del rei Jordi VI i germana menor de la reina Elisabet II. Va ser nomenat comte de Snowdon i vescomte Linley de Nymans en el comtat de Sussex el 6 d'octubre 1961, a causa de la preocupació que causava la perspectiva que una princesa britànica donés a llum un nen sense títol. Va desenvolupar una reconeguda carrera en la fotografia i alguns dels seus retrats es troben en la col·lecció de la National Portrait Gallery. A pesar que la seva carrera pot haver estat enfosquida pels escàndols, se'l considera «un dels grans fotògrafs britànics». Se'l va conèixer professionalment i se l'acreditava simplement com Snowdon.

## Primers anys i carrera
Va ser l'únic fill del matrimoni de l'advocat Ronald Owen Lloyd Armstrong-Jones i la seva primera esposa, Anne Messel, més tard comtessa de Rosse. El seu besavi matern va ser el caricaturista de la revista Punch Linley Sambourne i el seu oncle, el dissenyador teatral Oliver Messel. Els seus pares es van separar quan encara era nen. Va contreure la polio durant l'adolescència, que li va deixar com a seqüela una cama més curta. En els sis mesos que va estar recuperant-se al Liverpool Royal Infirmary, les úniques visites familiars que va rebre van ser les de la seva germana Susan.
Va ser educat a Eton College i la Universitat de Cambridge, on va estudiar arquitectura. Durant la seva estada a Cambridge, va ser timonera del pot guanyador de la carrera de 1950. Després de dos anys d'estudis universitaris va deixar l'escola i es va embarcar en una carrera com a fotògraf de moda, disseny i teatre. Quan la seva carrera com a retratista va començar a florir, es va tornar conegut pels seus estudis reals, entre els quals estaven els retrats oficials de la reina Elisabet II i el duc d'Edimburg en la seva gira pel Canadà de 1957.
En la dècada de 1960 es va convertir en l'assessor artístic de la revista de The Sunday Times, ja per a la dècada de 1970 s'havia guanyat la reputació de ser un dels fotògrafs més respectats de la Gran Bretanya. Encara que la seva obra abasta des de la fotografia de moda fins a les imatges documentals de la vida interior de la ciutat i els malalts mentals, és més conegut pels seus retrats de personatges notables del món (la National Portrait Gallery compta amb més de 100 retrats Snowdon en la seva col·lecció), molts d'ells publicats a Vogue, Vanity Fair i la revista de The Daily Telegraph. Els seus temes han inclòs Barbara Cartland, Laurence Olivier, Anthony Blunt i J. R. R. Tolkien. En 2000, Snowdon va presentar una exposició retrospectiva en la National Portrait Gallery, Photographs by Snowdon: A Retrospective, que més tard va viatjar al Yale Center for British Art situat a New Haven (Connecticut). Més de 180 de les seves fotografies es van exhibir en una exposició que honra el que els museus diuen «una carrera rodona amb vores afilades».
Codissenyà junt amb Frank Newby i Cedric Price, l'aviari del London Zoo. També va tenir un paper important en el disseny dels arranjaments per a la investidura del seu nebot el príncep Carles com príncep de Gal·les el 1969. Segons John Walsh va escriure en el diari britànic The Independent: «Les xafarderies i escàndols a vegades han oclòs el fet que Snowdon és un dels grans fotògrafs britànics».

## Vida personal
Es va casar dues vegades, primer amb la princesa Margarida i en segones noces amb Lucy Mary Lindsay-Hogg. Va tenir tres fills dels seus matrimonis i s'afirma que va engendrar dos fills més fora del matrimoni.

### Primer matrimoni

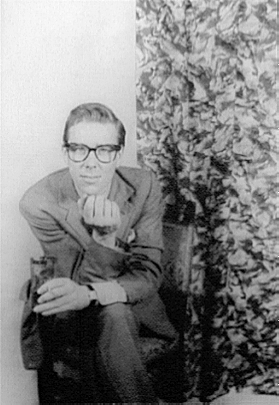
Antony Armstrong-Jones el 1958.

Al febrer de 1960, Snowdon, encara conegut com a Antony Armstrong-Jones, es va comprometre amb la germana de la reina, la princesa Margarida, i es van casar el 6 de maig de 1960 a l'abadia de Westminster. Després del matrimoni, la parella es va instal·lar en apartaments privats del palau de Kensington. Com Antony no tenia títol, va ser creat comte de Snowdon i vescomte Linley de Nymans en el comtat de Sussex el 6 d'octubre 1961, a causa de la preocupació que causava la perspectiva que una princesa britànica donés a llum un nen sense títol. El títol Snowdon té associacions reals de segles d'antiguitat, ja que va ser donat als prínceps de Gal·les i la Casa de Gwynedd des d'al voltant de 1230, encara que aquí va ser concedit en reconeixement de l'ascendència gal·lesa d'Armstrong-Jones. La baronia de Snowdon (a vegades escrit Snaudon) era un títol subsidiari de Frederic, príncep de Gal·les, fill del rei Jordi II. El títol subsidiari Linley se li va atorgar en honor del seu besavi, així com Nymans, la finca familiar dels Messel en West Sussex. El primer fill, David, vescomte Linley, va néixer el 3 de novembre de 1961 i la segona, lady Sarah Armstrong-Jones, l'1 de maig de 1964.
El matrimoni va començar a enfonsar-se aviat i públicament. Les causes poden haver estat diverses. Margarida podria haver-se casat motivada pel ressentiment que li va provocar que la reina rebutgés concedir-li el permís per a contreure matrimoni amb Peter Townsend. A Snowdon l'avorria el protocol dels cercles reials, per la qual cosa la parella va començar a fer vides separades. Snowdon, a més, feia gala de la seva promiscuïtat sexual. Un dels seus amics deia: «Si es mou, ha de tenir-la» i encara que moltes dones en el seu ambient de treball creien que era gai, ell es defensava dient: «Mai em vaig enamorar de cap noi, però alguns homes s'han enamorat de mi». En el seu llibre de memòries publicat en 2009, Redeeming Features, el decorador d'interiors britànic Nicholas Haslam afirma que va tenir un romanç amb Snowdon abans del matrimoni d'aquest amb la princesa Margarida i que Snowdon també havia estat amant d'un altre reconegut decorador d'interiors, Tom Parr. Altres han assenyalat que Snowdon i Margarida eren estrelles per dret propi i que estaven acostumats a ser el centre de l'atenció, la qual cosa donava lloc a enfrontaments per la primacia. A Margarida el va sorprendre inicialment el que el seu marit no tingués cap intenció de renunciar a la seva ascendent carrera fotogràfica. Com Snowdon viatjava pel món sencer com a part del seu treball, sovint estava separat de la seva esposa durant moltes setmanes.
El seu matrimoni va durar setze anys, que van estar acompanyats de drogues, alcohol i comportaments estranys per ambdues parts, com ara que Snowdon deixava per aquí notes amb «coses que odio de tu» perquè Margarida les trobés. Segons les biògrafes Sarah Bradford i Anne de Courcy, una nota deia: «Llueixes com una manicurista jueva i t'odio». Quan perdia l'interès en l'alta societat, Snowdon escapava a una casa de camp amb els seus amants o a l'estranger com a part del seu treball. El matrimoni va acabar en divorci el 5 de juliol de 1978, després que Roddy Llewellyn va entrar breument en la vida de la princesa Margarida i Snowdon va exercir el paper de marit ultratjat.
Recentment s'ha comprovat que Snowdon va tenir una filla poc abans de casar-se amb la princesa Margarida. D'acord amb Anne de Courcy, la nena va néixer el 1960, durant la tercera setmana del matrimoni de Lord Snowdon i la princesa Margarida. Women's Wear Daily va descriure que aquesta filla va ser «concebuda en un trio amb dos amics pròxims». La filla, anomedada Polly Fry, va ser criada com a filla de Jeremy Fry, inventor i membre de la família creadora de la xocolata Fry, i de la seva primera esposa, Llitera. En 2004, una prova d'ADN va demostrar la paternitat de Snowdon.

### Segon matrimoni
Després del seu divorci de la princesa Margarida, Lord Snowdon es va casar amb Lucy Mary Lindsay-Hogg, exesposa del director de cinema Michael Lindsay-Hogg, el 15 de desembre de 1978. La seva única filla, Lady Frances Armstrong-Jones, va néixer set mesos després, el 17 de juliol de 1979. La parella es va separar en el 2000, després que es revelés que Snowdon, llavors de 67 anys, havia engendrat un fill, Jasper William Oliver Cable-Alexander (nascut el 30 d'abril de 1998), amb Melanie Cable-Alexander, editora de la revista Country Life.

## Títols i honors

Armes del comte de Snowdon.

El 6 d'octubre de 1961, Antony Armstrong-Jones va ser creat comte de Snowdon i vescomte Linley de Nymans. El 16 de novembre de 1999, lord Snowdon va ser creat baró Armstrong-Jones de Nymans en el comtat de West Sussex, un títol no heretable i vitalici de noblesa, perquè pogués mantenir el seu escó en la Cambra dels Lords, després que fossin exclosos aquells que ostentaven un títol hereditari.
Va ser nomenat cavaller gran creu del Reial Orde Victorià el 7 de juliol de 1969.

## Publicacions
- London (1958) — Londres: Weidenfeld & Nicolson (una edició posterior té ISBN 0-297-16763-4).
- Assignments (1972) — Londres: Weidenfeld & Nicolson, ISBN 0-297-99582-0.
- A View of Venice (c. 1972) — [Ivrea]: Olivetti.
- Personal View (1979) — Londres: Weidenfeld & Nicolson. ISBN 0-297-77715-7.
- Snowdon Tasmania Essay (1981) — Hobart: Ronald Banks, ISBN 0-85828-007-8. Text de Trevor Wilson.
- Sittings, 1979–1983 (1983) — Londres: Weidenfeld & Nicolson, ISBN 0-297-78314-9.
- Israel: A First View (1986) — Londres: Weidenfeld & Nicolson, ISBN 0-297-78860-4.
- Stills 1984–1987 (1987) — Londres: Weidenfeld & Nicolson, ISBN 0-297-79185-0.
- Serendipity: A Light-hearted Look at People, Places and Things (1989) — Brighton: Royal Pavilion, Art Gallery & Museums, ISBN 0-948723-10-6.
- Public Appearances 1987–1991 (1991) — Londres: Weidenfeld & Nicolson, ISBN 0-297-83122-4.
- Hong Kong: Portraits of Power (1995) — Boston: Little, Brown, ISBN 0-316-22052-3. Text per Evelyn Huang i Lawrence Jeffery.
- Wild Flowers (1995) — Londres: Pavilion, ISBN 1-85793-783-X.
- Snowdon on Stage: With a Personal View of the British Theatre 1954–1996 (1996) — Londres: Pavilion, ISBN 1-85793-919-0.
- Wild Fruit (1997) — Londres: Bloomsbury, ISBN 0-7475-3700-3. Text per Penny David.
- London: Sight Unseen (1999) — Londres: Weidenfeld & Nicolson, ISBN 0-297-82490-2. Text per Gwyn Headley.
- Photographs by Snowdon: A Retrospective (2000) — Londres: National Portrait Gallery, ISBN 1-85514-272-4.
- Snowdon (2006) — Londres: Chris Beetles Gallery, ISBN 1-871136-99-7.

## Ascendència
|  |                                            |  |  |  |  |  |  |  |  |  |  |  |  |  |  |  |
|  | Thomas Jones                               |  |  |  |  |  |  |  |  |  |  |  |  |  |  |  |
|  |                                            |  |  |  |  |  |  |  |  |  |  |  |  |  |  |  |
|  |                                            |  |  |  |  |  |  |  |  |  |  |  |  |  |  |  |
|  | Sir Robert Armstrong-Jones                 |  |  |  |  |  |  |  |  |  |  |  |  |  |  |  |
|  |                                            |  |  |  |  |  |  |  |  |  |  |  |  |  |  |  |
|  |                                            |  |  |  |  |  |  |  |  |  |  |  |  |  |  |  |
|  | Jane Elizabeth Jones                       |  |  |  |  |  |  |  |  |  |  |  |  |  |  |  |
|  |                                            |  |  |  |  |  |  |  |  |  |  |  |  |  |  |  |
|  |                                            |  |  |  |  |  |  |  |  |  |  |  |  |  |  |  |
|  | major Ronald Owen Armstrong-Jones          |  |  |  |  |  |  |  |  |  |  |  |  |  |  |  |
|  |                                            |  |  |  |  |  |  |  |  |  |  |  |  |  |  |  |
|  |                                            |  |  |  |  |  |  |  |  |  |  |  |  |  |  |  |
|  | Sir Owen Roberts                           |  |  |  |  |  |  |  |  |  |  |  |  |  |  |  |
|  |                                            |  |  |  |  |  |  |  |  |  |  |  |  |  |  |  |
|  |                                            |  |  |  |  |  |  |  |  |  |  |  |  |  |  |  |
|  | Margaret Roberts                           |  |  |  |  |  |  |  |  |  |  |  |  |  |  |  |
|  |                                            |  |  |  |  |  |  |  |  |  |  |  |  |  |  |  |
|  |                                            |  |  |  |  |  |  |  |  |  |  |  |  |  |  |  |
|  | Jane Margaret Stagg                        |  |  |  |  |  |  |  |  |  |  |  |  |  |  |  |
|  |                                            |  |  |  |  |  |  |  |  |  |  |  |  |  |  |  |
|  |                                            |  |  |  |  |  |  |  |  |  |  |  |  |  |  |  |
|  | Antony Armstrong-Jones, I comte de Snowdon |  |  |  |  |  |  |  |  |  |  |  |  |  |  |  |
|  |                                            |  |  |  |  |  |  |  |  |  |  |  |  |  |  |  |
|  |                                            |  |  |  |  |  |  |  |  |  |  |  |  |  |  |  |
|  | Ludwig Ernst Messel                        |  |  |  |  |  |  |  |  |  |  |  |  |  |  |  |
|  |                                            |  |  |  |  |  |  |  |  |  |  |  |  |  |  |  |
|  |                                            |  |  |  |  |  |  |  |  |  |  |  |  |  |  |  |
|  | Leonard Charles Rudolph Messel             |  |  |  |  |  |  |  |  |  |  |  |  |  |  |  |
|  |                                            |  |  |  |  |  |  |  |  |  |  |  |  |  |  |  |
|  |                                            |  |  |  |  |  |  |  |  |  |  |  |  |  |  |  |
|  | Anne Cussans                               |  |  |  |  |  |  |  |  |  |  |  |  |  |  |  |
|  |                                            |  |  |  |  |  |  |  |  |  |  |  |  |  |  |  |
|  |                                            |  |  |  |  |  |  |  |  |  |  |  |  |  |  |  |
|  | Anne Messel                                |  |  |  |  |  |  |  |  |  |  |  |  |  |  |  |
|  |                                            |  |  |  |  |  |  |  |  |  |  |  |  |  |  |  |
|  |                                            |  |  |  |  |  |  |  |  |  |  |  |  |  |  |  |
|  | Edward Linley Sambourne                    |  |  |  |  |  |  |  |  |  |  |  |  |  |  |  |
|  |                                            |  |  |  |  |  |  |  |  |  |  |  |  |  |  |  |
|  |                                            |  |  |  |  |  |  |  |  |  |  |  |  |  |  |  |
|  | Maud Sambourne                             |  |  |  |  |  |  |  |  |  |  |  |  |  |  |  |
|  |                                            |  |  |  |  |  |  |  |  |  |  |  |  |  |  |  |
|  |                                            |  |  |  |  |  |  |  |  |  |  |  |  |  |  |  |
|  | Marion Herapath                            |  |  |  |  |  |  |  |  |  |  |  |  |  |  |  |
|  |                                            |  |  |  |  |  |  |  |  |  |  |  |  |  |  |  |
|  |                                            |  |  |  |  |  |  |  |  |  |  |  |  |  |  |  |